# Дембе Вјелкје
Дембе Вјелкје (пољ. Dębe Wielkie, што значи Велики Храстови) је село у Пољској које се налази у Мазовском војводству, у Мињском повјату (Powiat miński), у општини Дембе Вјелкје.
Од 1975. до 1998. године село је административно припадало Сједлецком војводству (Województwo siedleckie).
Насеље је седиште општине Дембе Вјелкје.
Село се налази поред државног пута бр. 2, 35 km од Варшаве. У селу се налазе две железничке станице на прузи Москва – Берлин.
У селу је 31. марта 1831. године за време новембарског устанка (1830—1831) Пољска војска којом је командовао генерал Јан Зигмунт Скшинецки (Jan Zygmunt Skrzynecki) победила руски корпус којим је командовао генерал Григориј Розен (Григорий Владимирович Розен).